# Kurator banku
Kurator banku (z łac. cura – troska, piecza) – przedstawiciel Komisji Nadzoru Finansowego (KNF), której powierzona została funkcja nadzoru nad bankiem poddanemu kurateli KNF. Ustanowienie kuratora podyktowane jest potrzebą zwiększenia nadzoru nad realizacją programu naprawczego, przygotowanego przez nowy zarząd. Kurator ma prawo zasiadania w radzie nadzorczej banku i w zarządzie banku, i skarży każdą decyzję, którą uzna za sprzeczną z interesem banku. 
Obecność kuratora jest pomocna w okresie dostosowań do nowych wymogów dyrektywy unijnej CRDIV. Kuratorem banku może być inny bank. 